# Oude Keurlinie
De Heidelbergse of Oude Keurlinie (Duits: Heidelberger of Ältere Kurlinie) was een Duitse vorstelijke dynastie die van in de 15e en de 16e eeuw regeerde over de de Palts, een van de zeven keurvorstendommen in het Heilige Roomse Rijk. De naam Oude Keurlinie wordt gebruikt voor de voortzetting van de hoofdtak van het huis Wittelsbach, een dynastie die sinds de hoge middeleeuwen regeerde over de Palts en Beieren, om deze te onderscheiden van de verschillende zijtakken van het huis Wittelsbach.
De Oude Keurlinie ontstond in 1410 door de verdeling van de Palts onder de vier zonen van keurvorst en rooms-koning Ruprecht I. Hierbij ontstonden naast de Oude Keurlinie, ook de zijtakken Palts-Neumarkt, Palts-Simmern-Zweibrücken en Palts-Mosbach. De linies Palts-Neumarkt en Palts-Mosbach stierven in de 15e eeuw in mannelijke lijn uit. Het huis Palts-Simmern bleef echter voortbestaan en splitste verder op in verschillende takken. De Oude Keurlinie stierf met de kinderloze dood van Otto Hendrik in mannelijke lijn uit in 1559. 

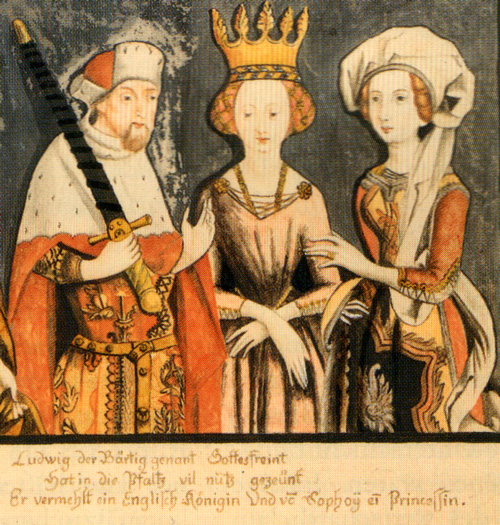
De stamvader van de Oude keurlinie, Lodewijk III, met zijn beide echtgenotes.

## Geschiedenis
Lodewijk III, de stamvader van de keurlinie, had uit zijn tweede huwelijk drie zoons. De jongste, Ruprecht, werd bisschop van Keulen. Zijn twee andere zoons, Lodewijk IV en Frederik I zouden allebei keurvorst van de Palts worden, hoewel Frederik als tweede zoon eigenlijk niet erfgerechtigd was. Na de dood van zijn oudere broer nam Frederik het regentschap voor zijn minderjarige neef Filips op zich en benoemde zichzelf tot keurvorst. Om de onrust hierover te beperken adopteerde hij Filips. Frederiks kinderen uit zijn huwelijk met de hofdame Clara Tott waren niet erfgerechtigd in de Palts maar kregen het graafschap Löwenstein toebedeelt. Hierdoor ontstond het huis Löwenstein, dat nog steeds bestaat.
Filips kreeg veertien kinderen uit zijn huwelijk met Margaretha van Beierent. Vier van zijn zoons bekleedden belangrijke bisschopszetels in het Heilige Roomse Rijk, zoals die van Freising, Worms, Spiers, Regensburg en Utrecht. Twee van zijn zoons, Lodewijk V en Frederik II volgden Filips op als keurvorst van de Palts, maar hadden geen wettelijke nakomelingen. Alleen Filips derde zoon Ruprecht had twee kinderen uit zijn huwelijk met Elisabeth van Beieren: Otto Hendrik en Filips. Tijdens een opvolgingsoorlog in Beieren verloren Ruprecht en zijn vrouw het hertogdom Beieren-Landshut, maar hun kinderen kregen ter compensatie een deel van Beieren in handen als vorstendom Palts-Neuburg. De tak die zo ontstond staat bekend als de jongere linie Palts-Neuburg. Zowel Otto Hendrik als Filips hadden echter geen kinderen. Met de dood van Otto Hendrik in 1559 was de gehele keurlinie in mannelijke lijn uitgestorven. De erfenis kwam aan het huis Palts-Simmern.

## Portrettengalerij

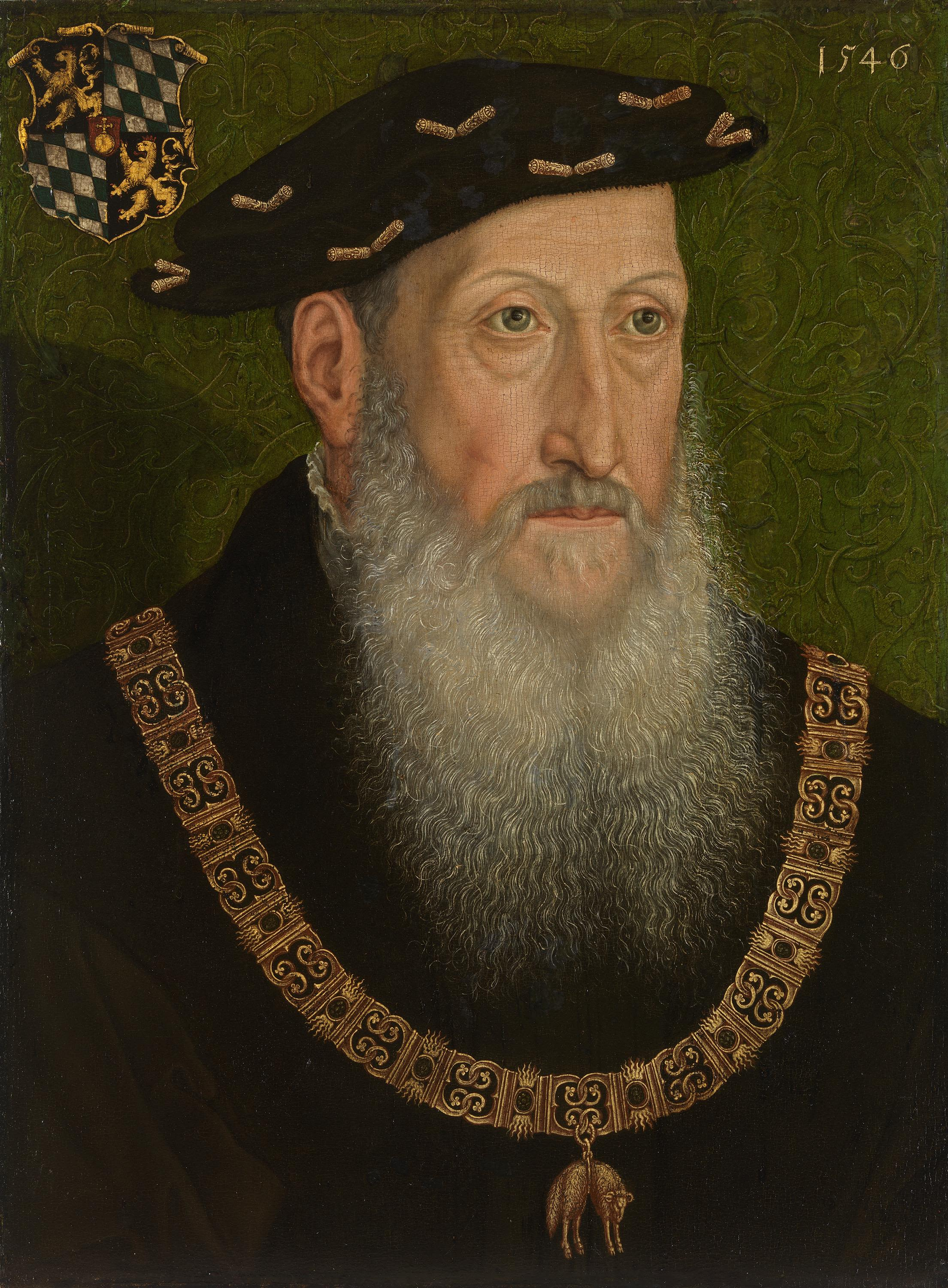
Keurvorst Frederik II de Wijze (1482–1556), door Hans Besser, 1546.
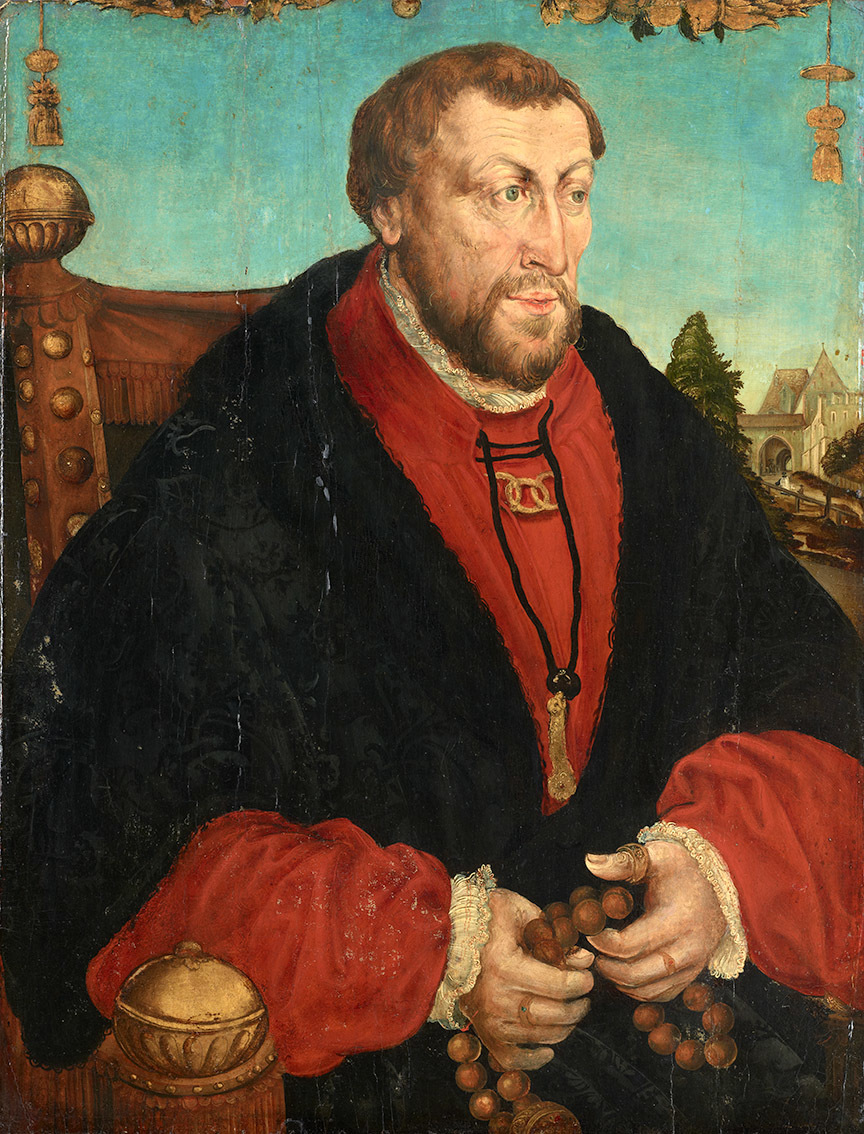
Paltsgraaf Wolfgang (1494–1558), door Hans Wertinger, 1525-1530.
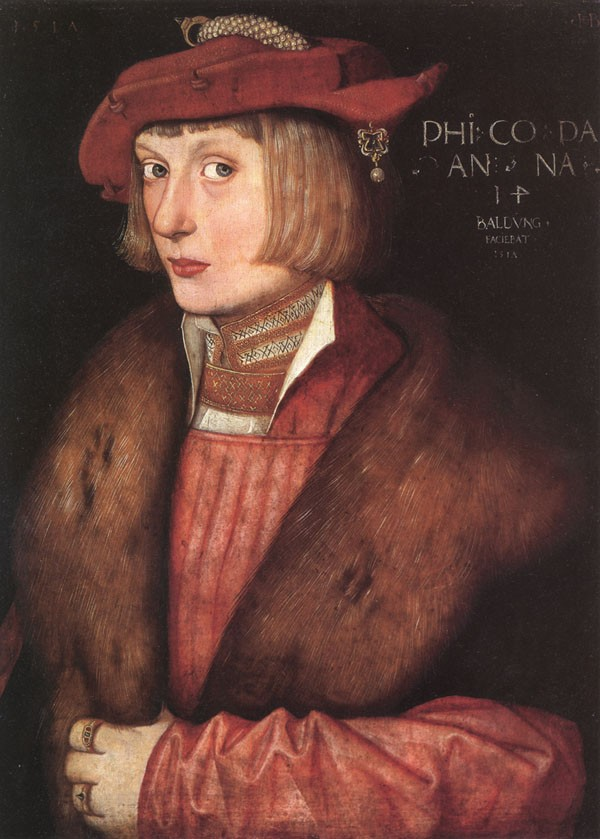
Filips de Strijdbare (1503–1548) door Hans Baldung, 1517.
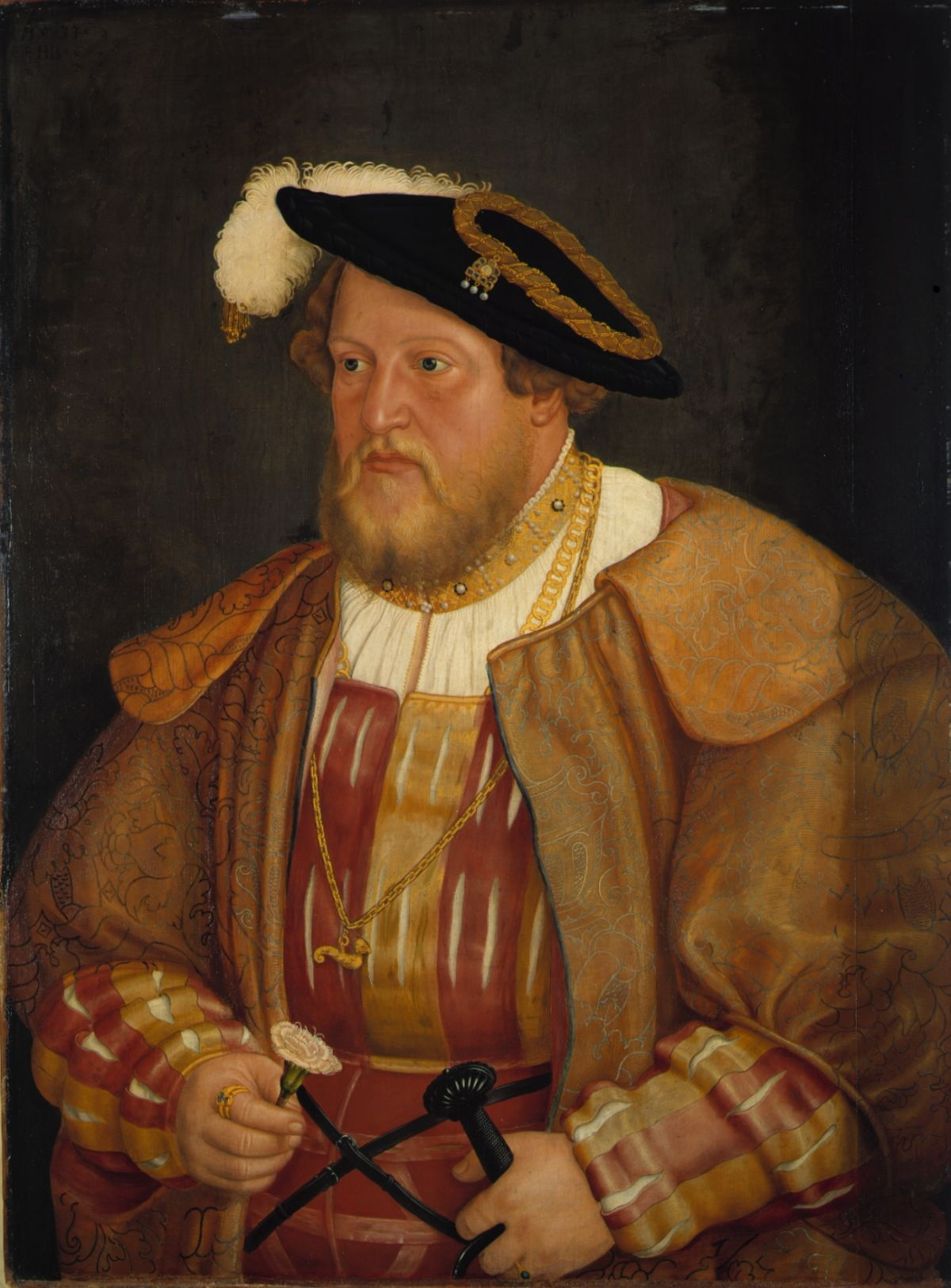
Otto Hendrik (1502–1559), door Barthel Beham, 1533.

## Stamboom
- Lodewijk III (1378–1436), keurvorst van de Palts
1  Blache (1392–1409), dochter van koning Hendrik IV van Engeland
2  Mathilde (1390–1438), dochter van Amadeus van Piëmont
  - 1 Ruprecht de Engelsman (1406–1426)
  - 2 Mathilde (1419–1482) 1  Lodewijk I, graaf van Württemberg-Urach 2  Albrecht VI, hertog van Oostenrijk
  - 2 Lodewijk IV (1424–1449), keurvorst van de Palts
  Margaretha van Savoye (1416–1479)
    -  Filips (1448–1508), keurvorst van de Palts
  Margaretha van Beieren (1456–1501), dochter van hertog Lodewijk IX van Beieren-Landshut
      - Lodewijk V (1478–1544), keurvorst van de Palts
  Sybilla, dochter van hertog Albrecht IV van Beieren
      - Filips (1480–1541), prins-bisschop van Freising en Naumburg
      - Ruprecht (1481–1504), elect van Freising
  Elisabeth, (1478–1504), dochter van hertog George de Rijke van Beieren-Landshut
        - Otto Hendrik (1502–1559), vorst van Palts-Neuburg en keurvorst van de Palts  Susanna, dochter van hertog Albrecht IV van Beieren
        -  Filips de Strijdbare (1503–1548), vorst van Palts-Neuburg

      - Frederik II (1482–1556), keurvorst van de Palts  Dorothea (1520–1580), dochter van koning Christiaan II van Denemarken
      - Elisabeth (1483–1522) 1  landgraaf Willem III van Hessen 2  markgraaf Filips I van Baden
      - George (1486–1529), prins-bisschop van Spiers
      - Hendrik (1487–1552), prins-bisschop van Worms, Utrecht en Freising
      - Johan (1487–1538), prins-bisschop van Regensburg
      - Amalia (1490–1525)  hertog George I van Pommeren
      - Barbara (1491–1505)
      - Helena (1493–1524)  hertog Hendrik V van Mecklenburg
      - Wolfgang (1494–1558), stadhouder van de Opper-Palts
      -  Catharina (1499–1526), abdis van Neuburg

  - 2 Frederik I (1425–1476), keurvorst van de Palts
  Clara Tott (ca. 1440-ca. 1520)
    - Frederik († 1474)
    -  Lodewijk I, graaf van Löwenstein (Zie verder: Löwenstein-Wertheim)

  - 2 Ruprecht (1427–1480), keurvorst en aartsbisschop van Keulen
  -  2 Margaretha (ca. 1428–1466), non in het Klooster van Liebenau